# Golden Harvest
Golden Harvest (Chinees: 嘉禾 ) is een filmproductie- en distributiemaatschappij uit Hongkong.

## Begin
In de zestiger jaren was Shaw Brothers de machtigste studio van Hongkong. Maar in 1970 besloot productieleider Raymond Chow de studio te verlaten. Hij richtte samen met Leonard Ho Koon Cheung een eigen filmstudio op: dit werd Golden Harvest. De nieuwe maatschappij produceerde het eerste jaar al meteen 8 films. Raymond Chow zorgde ook voor distributiemaatschappijen in Hongkong en de rest van Azië. Hierna werden er 12 tot 14 films per jaar gemaakt, wat meteen de limiet voor de studio was, omdat hiermee de filmstudios het hele jaar door bezet waren. Daarom werd besloten om samen met de Cathay-organisatie het productiecomplex van Hammer Hill over te nemen. Hier is Golden Harvest vandaag de dag nog steeds gevestigd.

## Films
Een briljante zet van Raymond Chow was om de Amerikaan Bruce Lee naar Hongkong te halen. Een van de eerste films van de nieuwe studio was dan ook 'The Big Boss'. Deze kungfu-film met Bruce Lee werd niet alleen lokaal maar ook wereldwijd een groot succes. In 1973 maakte Golden Harvest samen met Warner Brothers de Bruce Lee-film 'Enter the Dragon', die ook weer een wereldwijde hit werd. Daarop besloot Chow om een wereldwijd distributienetwerk op te bouwen. Ook werd besloten om films uit te brengen die speciaal voor de Engelstalige markt waren gemaakt, zoals 'The Amsterdam Kill' en 'The Boys in Company C'. In 1981, bij het tienjarig bestaan, werd een van de grootste internationale successen uitgebracht: 'The Cannonball Run', met vele filmsterren als Burt Reynolds, Roger Moore, Farrah Fawcett, Dom DeLuise, Dean Martin, Sammy Davis jr., Peter Fonda en Jackie Chan. In hetzelfde jaar ontving Chow van de eerste minister van Taiwan de 'Golden Horse Award' voor de beste internationale filmproducent. Samen met New Line Cinema bracht Golden Harvest daarna een van hun meest succesvolle producten uit: de Teenage Mutant Ninja Turtles.

## Verder
Raymond Chow werd in 1987 onderscheiden met een benoeming in de Orde van het Britse Rijk. De Golden Harvest studio bezit ook bioscopen in Hongkong, China, Taiwan, Maleisië en Singapore, vaak samen met lokale bedrijven. De laatste tien jaar maakt de studio niet veel films meer, de bioscopentak is nu de belangrijkste inkomstenbron.

## Filmlijst
(selectie uit de meer dan 150 geproduceerde films)
- 1971 - The Invincible Eight, met Nora Miao en Sammo Hung Kam-Bo
- 1971 - The Big Boss, met Bruce Lee
- 1972 - Fist of Fury, met Bruce Lee
- 1972 - The Way of the Dragon, met Bruce Lee, Chuck Norris en Nora Miao
- 1973 - Attack of the Kung Fu Girls, met Cheng Pei-Pei, Jackie Chan en Yuen Biao
- 1974 - A Man Called Stoner, met George Lazenby, Sammo Hung Kam-Bo en Yuen Biao
- 1974 - Slaughter in San Francisco, met Chuck Norris
- 1975 - No End of Surprises, met Jackie Chan
- 1975 - The Valiant One, met Yuen Biao en Sammo Hung Kam-Bo
- 1975 - The Dragon Flies, met George Lazenby en Jimmy Wang Yu
- 1976 - Shaolin Men, met Jackie Chan, Yuen Biao en John Woo
- 1977 - The Amsterdam Kill, met Robert Mitchum en Leslie Nielsen
- 1978 - Last Hurrah for Chivalry
- 1978 - The Boys in Company C
- 1978 - Game of Death, met Bruce Lee, Chuck Norris, Kareem Abdul-Jabbar en Yuen Biao
- 1980 - The Young Master, met Jackie Chan en Yuen Biao
- 1980 - The Big Brawl, met Jackie Chan
- 1981 - The Postman Fights Back, met Chow Yun-Fat en Cherie Chung
- 1981 - Death Hunt, met Charles Bronson, Lee Marvin en Carl Weathers
- 1981 - The Cannonball Run, met Burt Reynolds en Roger Moore
- 1982 - The Dead and the Deadly, met Cherie Chung en Sammo Hung Kam-Bo
- 1982 - Dragon Lord, met Jackie Chan
- 1982 - Better Late Then Never, met David Niven
- 1982 - Prodigal Son, met Yuen Biao en Sammo Hung Kam-Bo
- 1982 - Megaforce, met Barry Bostwick
- 1983 - Winners & Sinners, met Sammo Hung Kam-Bo, Jackie Chan en Cherie Chung
- 1983 - High Road to China, met Tom Selleck
- 1983 - Project A, met Jackie Chan, Yuen Biao en Sammo Hung Kam-Bo
- 1984 - Wheels on Meals, met Jackie Chan, Yuen Biao en Sammo Hung Kam-Bo
- 1984 - Lassiter, met Tom Selleck, Jane Seymour, Lauren Hutton en Bob Hoskins
- 1984 - Cannonball Run II, met Burt Reynolds en Telly Savalas
- 1985 - Witch from Nepal, met Chow Yun-Fat
- 1985 - The Protector, met Jackie Chan en Danny Aiello
- 1985 - Heart of Dragon, met Jackie Chan en Sammo Hung Kam-Bo
- 1986 - The Seventh Curse, met Ken Boyle, Maggie Cheung en Chow Yun-Fat
- 1986 - Flying, met Keanu Reeves en Olivia d'Abo
- 1987 - Rouge, met Leslie Cheung en Anita Mui
- 1987 - Spiritual Love, met Cherie Chung en Chow Yun-Fat
- 1987 - Armour of God, met Jackie Chan
- 1987 - Rich and Famous, met Chow Yun-Fat en Andy Lau
- 1989 - Above the Law II, met Cynthia Rothrock
- 1989 - Miracles, met Jackie Chan en Anita Mui
- 1989 - Time Warriors, met Yuen Biao en Maggie Cheung
- 1989 - The Reincarnation of Golden Lotus, met Joey Wong
- 1990 - Island on Fire, met Jackie Chan
- 1990 - China O'Brien, met Cynthia Rothrock en Richard Norton
- 1990 - Teenage Mutant Ninja Turtles
- 1990 - A Show of Force, met Amy Irving, Andy García en Robert Duvall
- 1991 - China O'Brien II, met Cynthia Rothrock en Richard Norton
- 1991 - Operation Condor, met Jackie Chan
- 1991 - Teenage Mutant Ninja Turtles II: The Secret of the Ooze
- 1991 - Riki Oh
- 1992 - Swordsman III: East Is Red, met Brigitte Lin en Joey Wong
- 1992 - Police Story 3, met Jackie Chan, Michelle Yeoh en Maggie Cheung
- 1993 - New Police Story, met Jackie Chan
- 1993 - Teenage Mutant Ninja Turtles III
- 1993 - Iron Monkey, met Donnie Yen
- 1993 - Temptation of a Monk, met Joan Chen
- 1993 - The Tai Chi Master, met Jet Li en Michelle Yeoh
- 1994 - The Defender, met Jet Li en Christy Chung
- 1994 - Drunken Master II, met Jackie Chan, Ti Lung en Anita Mui
- 1995 - Rumble in the Bronx, met Jackie Chan en Anita Mui
- 1995 - The Blade
- 1996 - First Strike, met Jackie Chan
- 1996 - Comrades: Almost a Love Story, met Leon Lai en Maggie Cheung
- 1997 - Mr. Nice Guy, met Jackie Chan
- 1997 - The Soong Sisters, met Maggie Cheung, Michelle Yeoh en Vivian Wu
- 1998 - Who Am I?, met Jackie Chan
- 1998 - StormRiders, met Aaron Kwok, Ekin Cheng en Sonny Chiba
- 1999 - Gorgeous, met Jackie Chan
- 1999 - A Man Called Hero, met Ekin Cheng
- 2000 - Tokyo Raiders, met Tony Leung Chiu Wai en Cecilia Cheung
- 2000 - China Strike Force, met Aaron Kwok, Coolio en Mark Dacascos
- 2001 - The Accidental Spy, met Jackie Chan en Vivian Hsu